# 2015年のJリーグチャンピオンシップ
- 日本プロサッカーリーグ  >  J1リーグ  >  2015年のJ1リーグ  > 2015年のJリーグチャンピオンシップ
- 2015年のスポーツ  >  2015年のサッカー  >  2015年のJリーグ  >  2015年のJ1リーグ  > 2015年のJリーグチャンピオンシップ

2015年のJリーグチャンピオンシップは、2015明治安田生命J1リーグの年間優勝を決定するために開催されたJリーグチャンピオンシップである。

## 概要
明治安田生命保険が冠スポンサーとして特別協賛し、「明治安田生命2015Jリーグチャンピオンシップ」（明治安田生命 2015 J.League Championship , MEIJI YASUDA 2015 J.LEAGUE CHAMPIONSHIP）として開催された。
日本プロサッカーリーグ（Jリーグ）のトップディビジョンであるJ1リーグ（2014年までは「Jリーグ ディビジョン1」）は2005年から10年間にわたって1シーズン制（各クラブホーム・アンド・アウェー2回戦・全34節）で優勝を争ってきたが、「Jリーグが今以上に国民的なコンテンツに成長し、多くの方々に関心を持っていただき、ファン・サポーターの裾野をさらに広げること」を目的に、2015年シーズンから2ステージ制（各クラブ1回戦・全17節×2ステージ）が導入され、チャンピオンシップにより年間優勝を決定する方式に変更された。
今大会は全試合がNHK総合テレビジョン（準決勝・決勝第2戦）およびTBS系列（決勝第1戦）で生中継された（BS-TBSでも準決勝のみ放送。スカパー!は全試合生放送）。Jリーグ公式戦がゴールデンタイムに地上波で全国中継されるのは11年ぶりのことであった。

## 組み合わせ
チャンピオンシップに進出するクラブは「各ステージの優勝クラブ」および「年間勝ち点順位上位3クラブ」の最大5クラブであり、これに該当するクラブは2ndステージ最終節の結果をもって以下の通りとなった。
- 1stステージ優勝 - 浦和レッズ
- 2ndステージ優勝 - サンフレッチェ広島
- 年間勝ち点1位 - サンフレッチェ広島
- 年間勝ち点2位 - 浦和レッズ
- 年間勝ち点3位 - ガンバ大阪

ステージ優勝と年間勝ち点上位2チームが重複したため3チームでの争いとなり、レギュレーションにより年間勝ち点1位の広島がシードとなりホーム・アンド・アウェー方式で行われる決勝への進出が決定。準決勝は浦和とG大阪が、年間勝ち点順位上位の浦和のホームで戦うことになった。
これにより、11月25日に予定された1回戦は行われず、準決勝・決勝の対戦カード・日程は以下の通りとなった。
- 準決勝：11月28日・浦和レッズ vs ガンバ大阪（埼玉スタジアム2002）
- 決勝第1戦：12月2日・準決勝の勝者 vs サンフレッチェ広島（準決勝勝者のホームスタジアム＝埼玉スタジアム2002 or 万博記念競技場）
- 決勝第2戦：12月5日・サンフレッチェ広島 vs 準決勝の勝者（エディオンスタジアム広島）

## 準決勝
準決勝は浦和ホームのデイマッチとなったが、対戦カード・会場がシーズン最終節まで決まらずチケット販売が試合前々日の26日から2日間のみと日数がきわめて短かったこと、加えてチャンピオンシップ観戦にシーズンチケットが使えなかった（すべての観客が通常のチケットを購入する必要があった）こともあり、観客動員は11月22日開催の最終節・神戸戦の動員（52,133人）を1万人以上下回り、63,700収容のスタジアムは予想以上に空席が目立つ結果となった。村井満Jリーグチェアマンもチケットの販売期間や告知の問題があったことを認めている。
試合は一進一退の攻防を繰り広げながら決定力を欠き前半はスコアレスで終える。後半に入り2分、高い位置でボールを奪ったG大阪MF大森晃太郎がグラウンダーのクロスを上げると、これを受けたMF今野泰幸が右足で流し込んでG大阪が先制する。1点を返したい浦和は後半27分、MF柏木陽介の放ったコーナーキックにDF森脇良太がヘディングシュートするもクロスバーに阻まれるが、このこぼれ球を途中出場のFWズラタンが頭で押し込んで同点に追いつく。その後も浦和が押し込む場面が見られるがG大阪GK東口順昭の好守もあって追加点を奪えず、試合は1-1のまま延長戦へと突入する。
延長後半12分、自陣で浦和FWズラタンのプレッシャーを受けたG大阪DF丹羽大輝がバックパスを送るも、これが大きな浮き球となってGK東口の頭上を超えてしまう。バックパスのため手を使えない東口が必死に足を伸ばして辛うじてボールに触ると、ボールは軌道を変えてポストに跳ね返り、あわやオウンゴールという危機を免れる。跳ね返ったボールを拾った東口はそこから素早くフィード、これをDFオ・ジェソク、MF遠藤保仁、FWパトリック、DF米倉恒貴と右サイドから一気に前線へパスをつなぎ米倉がクロス。これを左サイドからゴール前に駆け込んだDF藤春廣輝が右足でダイレクトボレーを放つ。丹羽のバックパスで浦和の集中力が一瞬切れた隙を狙ったG大阪のカウンターが決まって、G大阪が再び勝ち越す。
その後追いつくために反撃を試みる浦和だったが、逆に試合終了間際、MF遠藤のフリーキックに対し、前掛かりになる浦和DF陣の間を抜け出したG大阪FWパトリックが浦和GK西川周作より一足早くボールに触り、両者が交錯するも倒れなかったパトリックが右足でゴールに流し込んでだめ押しの3点目を挙げ、G大阪が3-1で浦和を破り、決勝進出を決めた。浦和は準決勝敗退により年間3位が決定し、年間2位以上が確定した広島・G大阪のAFCチャンピオンズリーグ2016 (ACL2016) グループステージ進出と、浦和のACL2016東地区プレーオフへの進出が決定。その後、第95回天皇杯全日本サッカー選手権大会決勝に浦和とG大阪が進出したため、浦和はACL2016プレーオフグループステージ進出に繰り上げとなり、年間勝ち点4位のFC東京がACL2016プレーオフ進出となった。

| 浦和レッズ    | 1 - 3 (延長) | ガンバ大阪                                          |
| ------------- | ------------ | --------------------------------------------------- |
| ズラタン 72分 | 公式記録     | 今野泰幸 47分 · 藤春廣輝 118分 · パトリック 120+1分 |

## 決勝

### 第1戦
準決勝から中3日での開催となった決勝第1戦、前半はお互いに数度の決定機を作り出しながら決めきれずスコアレスで終える。
後半15分、最終ラインでボールを回す広島はDF佐々木翔からMF森崎和幸へ横パス。しかし森崎は「（DF千葉和彦から）名前を呼ばれたから、触らずに任せよう」とこれをスルーするも、G大阪FW長沢駿がこのボールをカットしそのままスライディングシュート。これが決まってG大阪が「広島守備陣のミス」を突いて先制点を挙げる。
後半35分、途中出場の広島FW浅野拓磨が右サイドドリブルで侵入しそのままシュート。これが左ポストにはじかれるもその跳ね返りを拾った同じく途中出場の広島MF柏好文がミドルを狙い、これをゴール前に詰めていたFWドウグラスが頭で向きを変えてゴール、同点とする。しかしその直後、G大阪はMF遠藤保仁のフリーキックからゴール前の混戦でこぼれた球をMF今野泰幸が右足で放ったボレーシュートがゴール右隅に決まりG大阪が再び突き放す。ホームのG大阪が試合を有利に進める。
しかし後半41分、球際の競り合いで広島MF清水航平とG大阪DFオ・ジェソクが接触。このとき清水の言葉に激昂したオ・ジェソクが清水を両手で突いて暴力行為で一発退場となり、流れが一気に広島に傾く。後半アディショナルタイムに突入後、広島はMF青山敏弘のクロスからDF佐々木が頭で合わせて土壇場で同点に追いつく。さらに攻め立てる広島は試合終了間際、G大阪MF今野のスローインを広島MF森崎和がカットし途中出場のMF山岸智がクロス。これに合わせたFWドウグラスのシュートの当たり損ねをFW浅野がシュート、G大阪DF藤春廣輝に当たったボールが広島MF柏の前にこぼれ、柏が右足で叩き込んで、広島が土壇場で勝ち越しに成功する。
広島は第1戦の勝利をものにするだけではなく、アウェーでの3得点により第2戦を非常に有利な状態で迎えることになった。

| ガンバ大阪                  | 2 - 3    | サンフレッチェ広島                                |
| --------------------------- | -------- | ------------------------------------------------- |
| 長沢駿 60分 · 今野泰幸 81分 | 公式記録 | ドウグラス 80分 · 佐々木翔 90+1分 · 柏好文 90+6分 |

### 第2戦
第1戦から中2日で迎えた第2戦、最低でも2得点する必要があるG大阪は立ち上がりから攻勢に出て、広島が守勢に回る展開が繰り返される。前半27分、G大阪MF遠藤保仁に、ファーサイドでフリーになったMF今野泰幸が右足でボレーシュート。これが決まってG大阪が先制する。「あと1点」がほしいG大阪はその後も攻撃を繰り返し、G大阪が主導権を握ったまま前半を終える。
後半に入っても攻勢の続くG大阪に対し、広島は12分にはFW佐藤寿人に替えてFW浅野拓磨を、20分にはMFミキッチに替えてMF柏好文を投入。するとこの交代策が的中し広島が押し返す時間帯が増え、後半31分、MF柏が右サイドからクロスを上げると、これをFW浅野が頭で合わせて広島が同点とする。さらに2点が必要になったG大阪はさらなる猛攻を仕掛けるが、広島が必死のディフェンスでしのぎ切り1-1で引き分け。通算1勝1分けとして広島が2シーズンぶり3度目のリーグ制覇を決めた。。広島はJ1リーグチャンピオンとしてFIFAクラブワールドカップ2015に開催国代表として出場が決まった。

| サンフレッチェ広島 | 1 - 1    | ガンバ大阪    |
| ------------------ | -------- | ------------- |
| 浅野拓磨 76分      | 公式記録 | 今野泰幸 27分 |

## トーナメント表
|  | 準決勝（11月28日・埼玉）          | 準決勝（11月28日・埼玉）          | 準決勝（11月28日・埼玉） |  |  | 決勝（12月2日・万博 / 12月5日・Eスタ）    | 決勝（12月2日・万博 / 12月5日・Eスタ）    | 決勝（12月2日・万博 / 12月5日・Eスタ） | 決勝（12月2日・万博 / 12月5日・Eスタ） | 決勝（12月2日・万博 / 12月5日・Eスタ） |
|  |                                   |                                   |                          |  |  |                                           |                                           |                                        |                                        |                                        |
|  |                                   |                                   |                          |  |  | サンフレッチェ広島（年間勝点1位・2nd1位） | サンフレッチェ広島（年間勝点1位・2nd1位） | 3                                      | 1                                      | 4                                      |
|  | 浦和レッズ（年間勝点2位・1st1位） | 浦和レッズ（年間勝点2位・1st1位） | 1                        |  |  | ガンバ大阪（年間勝点3位）                 | ガンバ大阪（年間勝点3位）                 | 2                                      | 1                                      | 3                                      |
|  | ガンバ大阪（年間勝点3位） (延長)  | ガンバ大阪（年間勝点3位） (延長)  | 3                        |  |  |                                           |                                           |                                        |                                        |                                        |

### 注記
1. 1 2  1-0または2-1で勝利の場合は得失点で並び、アウェーゴール数の多い広島が優勝となるが、2-0または3-1の勝利であれば得失点差でG大阪が逆転優勝できる[14]。